# Malabar (Wanareja)
Malabar is een bestuurslaag in het regentschap Cilacap van de provincie Midden-Java, Indonesië. Malabar telt 5463 inwoners (volkstelling 2010).